# Microclanis erlangeri
Microclanis là một chi bướm đêm thuộc họ Sphingidae, có một loài, Microclanis erlangeri, được tìm thấy ở arid bush từ miền trung Tanzania tới miền đông và miền bắc Kenya, Ethiopia và Somalia.
Chiều dài cánh trước là 23–26 mm đối với con đực và 25–30 mm con cái lớn hơn, tối hơn và cánh tròn hơn.